# Соколів (Житомирський район)
Сóколів — село в Україні, у Житомирському районі, Житомирської області. Входить до складу Курненської сільської громади. Населення становить 1019 осіб (на 01.01.2021).

## Історія
Село утворилося не пізніше 1930 року з трьох населених пунктів — містечка Соколів, Соколова Чеська Слобідка та колонії Соколів.
В 1930 році — адміністративний центр Соколовського району Волинської округи.
Восени 1936 року із села до Карагандинської області Казахстану радянською владою було переселено 12 німецьких родин (69 осіб). Серед виселених 29 дорослих і 40 дітей.
Колишній орган місцевого самоврядування — Соколівська сільська рада.

## Населення

### Мова
Розподіл населення за рідною мовою за даними перепису 2001 року:
| Мова            | Кількість | Відсоток |
| --------------- | --------- | -------- |
| українська      | 1176      | 98.00 %  |
| російська       | 21        | 1.75 %   |
| білоруська      | 2         | 0.17 %   |
| інші/не вказали | 1         | 0.08 %   |
| Усього          | 1200      | 100 %    |

## Вулиці
1985 року одна з вулиць села отримала назву на честь генерал-майора танкових військ Потапова Михайла Івановича, командувача 5-ю армією Південно-Західного фронту, війська якої захищали Житомирщину у перші місяці німецько-радянської війни в 1941 році при стримуванні наступу німецьких військ на Київ. До присвоєння цього імені Вулиця Потапова назви не мала. На ній розташовані приватні будинки жителів села. Протяжність вулиці — 400 м.
У селі знаходиться братська могила радянських солдат і офіцерів, які загинули під час німецько-радянської війни.

## Найвідоміші уродженці
- Бондаренко Валерій Антонович — український кріобіолог, фізіолог, доктор біологічних наук (1989), професор (1991).
- Тетеря Олександр Вікторович (1996—2023) — солдат Збройних сил України, учасник російсько-української війни.